# Die Son
Die Son ist eine afrikaanssprachige südafrikanische Boulevardzeitung, die nach dem Vorbild britischer Tabloids ganz auf kleine und große Sensationsnachrichten ausgerichtet ist. Die Son ist die südafrikanische Zeitung mit dem größten Zuwachs an Lesern. In der Provinz Westkap erscheint sie als Tages-, in anderen Provinzen als Wochenzeitung. Redaktionssitz ist Kapstadt.
Der Verlag Naspers begann 2003 nach dem großen Erfolg der englischsprachigen Boulevardzeitung The Daily Sun in Westkap ein Sensations-Wochenblatt auf Afrikaans unter dem Titel „Kaapse Son“ herauszugeben. Die Verkaufszahlen stiegen so rasant, dass man noch im gleichen Jahr beschloss, den Vertrieb auf ganz Südafrika auszuweiten. Im ersten Halbjahr 2005 wurde die Auflage der Tageszeitung auf 50.000 geschätzt, die Freitagsausgabe für ganz Südafrika lag bei durchschnittlich 220.000 Exemplaren. Die anderen afrikaanssprachigen Tageszeitungen (ebenfalls aus dem Naspers-Verlag), wie Die Burger, leiden nicht oder kaum unter dem großen Wachstum von Die Son.